# Péter Gulácsi
Péter Gulácsi (n. 6 mai 1990, Budapesta, Ungaria) este un portar maghiar, aflat sub contract cu RB Leipzig din Bundesliga.

## Carieră ca jucător

### Liverpool
Liverpool l-a semnat Gulácsi de la MTK Budapesta pe un împrumut de un an în 2007, jucătorul concurând în echipa de rezervă.
La 29 iulie și 5 august 2010, a fost portarul de rezervă în ambele meciuri de UEFA Europa League a lui Liverpool împotriva lui Rabotnički, iar Liverpool a câștigat cu 2-0 în ambele ocazii.

### Red Bull Salzburg
La 7 iunie 2013, Red Bull Salzburg a anunțat că l-a semnat pe Gulácsi de la Liverpool într-un transfer gratuit cu un contract de patru ani. A jucat primul său meci în culorile Salzburgului în Cupa ÖFB, împotriva Union St. Florian din divizia a treia, la o eventuală victorie în deplasare cu 9-0.

### RB Leipzig
La 1 iulie 2015, Gulácsi s-a transferat la RB Leipzig, clubul frate a șui Red Bull Salzburg, pentru o sumă de 3 milioane de lire sterline. A încheiat sezonul 2015-2016, făcând 15 prezențe pentru prima echipă și două apariții în Regionalliga Nordost pentru echipa de rezervă.

## Carieră internațională
În mai 2008, a primit prima sa convocare cu Ungaria și a fost rezervă neutilizată în remiza lor 1-1 cu Croația.
Gulácsi a debutat pentru echipa de seniori la 22 mai 2014, într-o remiză de 2–2 împotriva Danemarcei.
Gulácsi a fost convocat pentru echipa Euro 2016 a Ungariei.

## Palmares
Red Bull Salzburg
- Bundesliga (Austria): 2013–14, 2014–15
- Cupa Austriei: 2013–14, 2014–15

Ungaria U-20
- Campionatul Mondial de Fotbal sub 20: Locul trei  (2009)